# Sibel Redžep
Sibel Redžep (in lingua macedone: Сибел Реџеп; in lingua turca: Sibel Recep; Radoviš, 12 dicembre 1987) è una cantante macedone naturalizzata svedese.

## Carriera
Nata in una famiglia turca a Radoviš nella Macedonia orientale e cresciuta nel vicino villaggio di Topolnica, Sibel Redžep si è trasferita a Malmö e successivamente a Kristiansand in Svezia nella sua infanzia. Nel 2004 ha partecipato alla stagione inaugurale del talent show svedese Idol. Ha superato le audizioni, ma è stata scartata durante i round di qualifica. Dopo aver preso lezioni di canto si è ripresentata ad Idol l'anno successivo e ha finito per conquistare il podio, arrivando terza.
Nel 2008 ha partecipato a Melodifestivalen, il processo di selezione del rappresentante svedese all'Eurovision Song Contest, con il suo singolo di debutto That Is Where I'll Go. Ha acceduto alla finale del 15 marzo in seguito ad un ripescaggio dai semifinalisti che non si sono qualificati direttamente, e qui si è piazzata 7ª su dieci concorrenti. Il suo singolo ha raggiunto la 6ª posizione nella classifica svedese ed ha anticipato il suo album di debutto The Diving Belle, che si è piazzato al 9º posto in classifica. Un secondo singolo estratto dall'album, Make Believe, ha debuttato al 56º posto in classifica.
Sibel si è presentata una seconda volta alla competizione partecipando a Melodifestivalen 2010 con il brano Stop, ma non ha superato la sua semifinale, finendo 7ª sugli otto concorrenti. Il singolo ha comunque ottenuto un discreto successo commerciale, piazzandosi 27º in classifica.

## Discografia

### Album
- 2008 - The Diving Belle

### Singoli
- 2008 - That Is Where I'll Go
- 2008 - Make Believe
- 2008 - Walking Away
- 2010 - Stop
- 2010 - The Fall (feat. Lazee)
- 2011 - Wake Up
- 2013 - Without Your Love
- 2013 - Every Girl in the World
- 2016 - Stay (feat. La Tartine)